# District de Szeged
Le district de Szeged (en hongrois : Szegedi járás) est un des 7 districts du comitat de Csongrád en Hongrie. Créé en 2013, il compte 197 679 habitants et rassemble 13 localités : 11 communes et 2 villes dont Szeged, son chef-lieu.
Cette entité existait déjà auparavant, entre la réorganisation comitale de 1950 et la réforme territoriale de 1983 qui a supprimé les districts.

## Localités
- Algyő
- Deszk
- Dóc
- Domaszék
- Ferencszállás
- Klárafalva
- Kübekháza
- Röszke
- Sándorfalva
- Szatymaz
- Szeged
- Tiszasziget
- Újszentiván